# Hartz-Konzept
Hartz-Konzept (auch Hartz-Reform) ist eine Bezeichnung für Vorschläge der Kommission für moderne Dienstleistungen am Arbeitsmarkt – kurz Hartz-Kommission genannt –, die am 22. Februar 2002 eingesetzt wurde, in Deutschland unter der Leitung von Peter Hartz tagte und im August 2002 ihren Bericht vorlegte. Nach Bekanntwerden und durch die öffentliche Erregung über den Vermittlungsskandal setzte das erste Kabinett Schröder die Kommission ein. Sie unterbreitete Vorschläge, wie die Arbeitsmarktpolitik in Deutschland effizienter gestaltet und die staatliche Arbeitsvermittlung reformiert werden sollte.

## Hintergrund
Anlass für diese Reform war der sogenannte Vermittlungsskandal. Nachdem Erwin Bixler, Controller des Landesarbeitsamtes Rheinland-Pfalz-Saarland, schon vor 1998 entsprechende Manipulationen auffielen, die sogar bis in die 1980er Jahre zurückreichten, die Angelegenheit aber weithin unbeachtet blieb, resultierte der Vermittlungsskandal im Wesentlichen aus Vorwürfen des Bundesrechnungshofs vom Januar 2002, die nun in den Leit- und auch Boulevardmedien (u. a. mit mehrtägigem Belagerungszustand Bixlers und Interview in dessen Wohnzimmer) ausgebreitet wurden.
Im Bericht aus 2002 wurden der Bundesanstalt für Arbeit gravierende Fehler in der Vermittlungsstatistik vorgeworfen. Dabei war etwa ein Drittel der Vermittlungen nicht nachvollziehbar und teilweise fingiert, andere Quellen sprechen von bis zu 70 % „falschen Stellenvermittlungen“. Frisierte Zahlen mittels „fiktiver SteA“ – so der Fachbegriff in den Arbeitsämtern für fiktive „Stellenangebote“ – sollten die Statistik positiv beeinflussen. Dies trug der BA in der Presse und Öffentlichkeit den Vorwurf der Manipulation ein. Weiterhin wurde der Umfang des Verwaltungspersonals (etwa 85.000) im Verhältnis zur Zahl der Vermittler (etwa 15.000) kritisiert.
Vorgegebenes Ziel des daraufhin entworfenen Hartz-Konzeptes war es, die Strukturen der damaligen Bundesanstalt für Arbeit zu erneuern und innerhalb von vier Jahren die Arbeitslosenzahl von damals vier Millionen zu halbieren. Die Maßnahmen erfolgten nicht völlig eigenständig, sondern im Rahmen der Ziele der Agenda 2010. Zur besseren Umsetzung im Gesetzgebungsverfahren wurden die Maßnahmen aufgeteilt in einzelne Gesetze zur Reform des Arbeitsmarktes mit den Kurzbezeichnungen Hartz I, Hartz II, Hartz III und Hartz IV; die einzelnen Gesetze traten schrittweise zwischen 2003 und 2005 in Kraft. Änderungen an den Gesetzen erfolgten ab 2006, siehe dazu Arbeitslosengeld II.

## Hartz-Kommission

### Zusammensetzung
Am 22. Februar 2002 wurde die Kommission für moderne Dienstleistungen am Arbeitsmarkt eingesetzt. Zu den Mitgliedern gehörten (mit ihrer damaligen Funktion):
- Peter Hartz (SPD und IG Metall), Mitglied des Vorstandes der Volkswagen AG, Vorsitzender der Kommission
- Norbert Bensel, Mitglied des Vorstandes der DaimlerChrysler Services AG
- Jobst Fiedler, Roland Berger Strategy Consultants
- Heinz Fischer, Abteilungsleiter Personal Deutsche Bank AG
- Peter Gasse (SPD), Bezirksleiter der IG Metall Nordrhein-Westfalen
- Werner Jann, Universität Potsdam
- Peter Kraljič, Direktor der McKinsey & Company Düsseldorf
- Isolde Kunkel-Weber, Mitglied des ver.di-Bundesvorstandes
- Klaus Luft, Geschäftsführer der Market Access for Technology Services GmbH
- Harald Schartau (SPD), Minister für Arbeit und Soziales, Qualifikation und Technologie des Landes Nordrhein-Westfalen
- Wilhelm Schickler, Präsident des Landesarbeitsamtes Hessen
- Hanns-Eberhard Schleyer, Generalsekretär des Zentralverbandes des Deutschen Handwerks
- Günther Schmid, Wissenschaftszentrum Berlin für Sozialforschung
- Wolfgang Tiefensee (SPD), Oberbürgermeister der Stadt Leipzig
- Eggert Voscherau, Mitglied des Vorstandes der BASF AG

### Bertelsmann Stiftung
Peter Hartz selbst schrieb den Erfolg seiner Kommission in einem Interview von 2010 auch der Hilfe der Bertelsmann Stiftung zu. Nach Forschungsergebnissen von Helga Spindler hatte die Stiftung bereits im Januar 2002 ein internes Papier des nichtöffentlichen Arbeitskreises „Zur Diskussion um die Reform der Arbeitslosen- und Sozialhilfe“ erarbeitet, aus dem sich später Teile in den Unterlagen der Hartz-Kommission wiederfanden, die als Beiträge von „Sachverständigen“ bezeichnet waren. Die Stiftung ließ, laut Spindler, in den fünf Arbeitsgruppen Vorträge halten, organisierte Reisen und Workshops zu. Der Beitrag der Stiftung sei entscheidend gewesen für den Erfolg der Hartz-Kommission und die Stiftung habe großen Anteil an den Inhalten, die die Kommission letztlich erarbeitet habe.

### Vorschläge der Kommission
Das Hartz-Konzept zur Reform des Arbeitsmarktes umfasst 13 „Innovationsmodule“. Im Zentrum der Arbeitsförderung soll demnach die eigene Integrationsleistung des Arbeitslosen stehen. Vorgeschlagen wurden von der Kommission folgende Elemente:
Doppelter Kundenauftrag: Arbeitssuchende und Arbeitgeber – Verbesserter Service für Kunden – Jobcenter
Die Arbeitsämter bekommen den das englische Vorbild imitierenden Namen JobCenter. Neben den bisherigen Dienstleistungen der BA übernehmen die JobCenter auch die arbeitsmarktrelevante Beratung und Betreuung des Sozialamtes, des Jugendamtes, des Wohnungsamtes, der Sucht- und Schuldnerberatung und sind Schnittstelle zur Personal-Service-Agentur (PSA). Die Arbeitsvermittler, nun Fallmanager genannt, werden von Verwaltungs- und Nebenaufgaben befreit und konzentrieren sich darauf, Kontakte zu Betrieben zu pflegen und Stellen zu akquirieren.
Familienfreundliche Schnell-Vermittlung und Erhöhung der Vermittlungsgeschwindigkeit
Arbeitnehmer sind verpflichtet, das JobCenter nach einer Kündigung unverzüglich über drohende Arbeitslosigkeit zu informieren, damit Vermittlungsbemühungen frühzeitig einsetzen können. Bei verspäteten Meldungen gibt es Abzüge vom Arbeitslosengeld. Verschiedene Maßnahmen sollen die Vermittlung beschleunigen und familienfreundlich gestalten. Arbeitslose, die Verantwortung für Familien tragen, werden bei der Vermittlung bevorzugt behandelt. Zur besseren Vereinbarkeit von Familie und Beruf werden zusätzliche Kapazitäten zur Kinderbetreuung aufgebaut.
Neue Zumutbarkeit und Freiwilligkeit
Die Zumutbarkeit wird nach geographischen, materiellen, funktionalen und sozialen Kriterien, bei denen auch die familiäre Situation eine Rolle spielt, neu formuliert. So wird einem jungen, alleinstehenden Arbeitslosen bei der Mobilität mehr zugemutet als einem Arbeitslosen mit Verantwortung für Familienangehörige. Lehnt ein Arbeitsloser eine Beschäftigung ab, muss er nachweisen, dass die abgelehnte Beschäftigung unzumutbar war. Sperrzeiten für die Zahlung von Arbeitslosengeld werden künftig differenzierter nach verschiedenen Tatbeständen eingesetzt.
Jugendliche Arbeitslose – AusbildungsZeit-Wertpapier
Die JobCenter übernehmen die Verantwortung für eine aktive beiderseitige Suche nach einer Praktikums- oder Ausbildungsstelle. Es sollen weitere neue Ausbildungsberufe entwickelt werden. Qualifizierungsbausteine aus bestehenden Ausbildungsberufen sollen verstärkt jugendlichen Arbeitslosen angeboten werden. Mit dem AusbildungsZeit-Wertpapier (AZWP) sollen zusätzliche Ausbildungsplätze finanziert werden. Die Umsetzung des AZWP erfolgt über eine gemeinnützige Stiftung.
Förderung älterer Arbeitnehmer und „BridgeSystem“
Zur Bewältigung der Arbeitslosigkeit Älterer werden zwei Wege vorgeschlagen: Zur stärkeren Integration älterer Arbeitsloser in den Arbeitsmarkt ersetzt die Lohnversicherung, die die bisherige Arbeitslosenversicherung ergänzt, einen Teil des Einkommensverlustes, der bei der Übernahme einer niedriger bezahlten sozialversicherungspflichtigen Arbeit entsteht. Zudem wird der Beitragssatz zur Arbeitslosenversicherung für Ältere gesenkt, wenn sie eine neue Beschäftigung aufnehmen. Die Möglichkeiten der befristeten Beschäftigung Älterer werden erweitert. Andererseits können durch das „BridgeSystem“ ältere Arbeitslose auf eigenen Wunsch ab 55 Jahren aus dem Bezug des Arbeitslosengeldes und der Betreuung durch das JobCenter ausscheiden. Sie erhalten statt des Arbeitslosengeldes eine kostenneutral errechnete monatliche Leistung und den vollen Schutz der Sozialversicherung.
Zusammenführung von Arbeitslosenhilfe und Sozialhilfe
Zur Vermeidung von Verwaltungsaufwand und fehlender Transparenz sowie zur Verbesserung der Abstimmung und Verantwortlichkeit wird in Zukunft jeder, der Leistungen bezieht, nur noch von einer Stelle betreut. Es wird drei Arten von Leistungen geben:
1. Das Arbeitslosengeld I ist die beitragsfinanzierte Versicherungsleistung, die in Dauer und Höhe den bisherigen Regeln entspricht.
2. Das Arbeitslosengeld II ist eine steuerfinanzierte Leistung, abhängig von der Bedürftigkeit, zur Sicherung des Lebensunterhalts arbeitsloser Erwerbsfähiger nach dem Bezug von Arbeitslosengeld oder wenn der Anspruch auf Arbeitslosengeld nicht erfüllt ist.
3. Die Sozialhilfe entspricht der bisherigen Sozialhilfe für nicht Erwerbsfähige.

Beschäftigungsbilanz – Bonussystem für Unternehmen
Alle Unternehmen sind aufgefordert, ihrer Verantwortung für die Sicherung und Schaffung von Arbeitsplätzen gerecht zu werden. Die JobCenter und die KompetenzCenter unterstützen die Unternehmen dabei und bieten deshalb Beschäftigungsberatung zu den Bereichen Arbeitsrecht, Gestaltung betrieblicher Arbeitsbedingungen etc. an. Unternehmen mit einer positiven Beschäftigungsentwicklung erhalten einen Bonus in der Arbeitslosenversicherung.
Aufbau von Personal-Service-Agenturen (PSA) – Betriebsnahe Weiterbildung – Integration schwer Vermittelbarer
Die Personal-Service-Agentur (PSA) ist ein Instrument zum Abbau der Arbeitslosigkeit. Ziel ist, Einstellungsbarrieren zu überwinden und Arbeitslose mit einer neuen Form vermittlungsorientierter Arbeitnehmerüberlassung schnell wieder in den ersten Arbeitsmarkt zu integrieren. Die PSA sind eigenständige Organisationseinheiten und arbeiten für das Arbeitsamt und in dessen Auftrag. Die Verpflichtung des Arbeitslosen zur Aufnahme einer Beschäftigung in der PSA ergibt sich aus den Regelungen der Zumutbarkeit. Ablehnung ist mit Leistungskürzungen verbunden. Während der Probezeit wird ein Nettolohn in Höhe des Arbeitslosengeldes gezahlt, anschließend der tariflich vereinbarte PSA-Lohn. Wechselt ein Arbeitnehmer in ein reguläres Beschäftigungsverhältnis, erhält er den dort üblichen Lohn. Die gesetzlichen Beschränkungen des Arbeitnehmerüberlassungsgesetzes sollen aufgehoben werden.
Neue Beschäftigung und Abbau von Schwarzarbeit durch „Ich-AG“ und „Familien-AG“ mit vollwertiger Versicherung – Minijobs mit Pauschalabgabe und Abzugsfähigkeit von privaten Dienstleistungen
Mit den beiden neuen Instrumenten Ich-AG und Mini-Job werden neue Wege zur Bewältigung des Problems Schwarzarbeit aufgezeigt. Die Ich-AG zielt auf weniger Schwarzarbeit Arbeitsloser, die Mini-Jobs auf weniger Schwarzarbeit bei Dienstleistungen in Privathaushalten. Die Verdienstgrenze bei Minijobs für Dienstleistungen in privaten Haushalten soll auf 400 Euro monatlich angehoben werden, der Einzug des Sozialversicherungsbeitrags (Sozialversicherungspauschale von 12 Prozent) wird vereinfacht.
Personal – Transparentes Controlling – Effiziente IT-Unterstützung aller Prozesse – Aufbauorganisation – Selbstverwaltung – Arbeitsmarktforschung – Change Management
Die BA wird nach einem neuen Leitbild arbeiten, das in einem neuen Handlungsleitfaden für jeden Mitarbeiter und einem neuen Personalkonzept seinen Ausdruck findet. Innerhalb der BA werden die Beschäftigungsverhältnisse neu gestaltet. Es wird viele Veränderungen geben: Dazu gehören ein neues einheitliches Dienstrecht, die Steuerung der Arbeitsämter über vereinbarte oder vorgegebene Ergebnisse, die Weiterentwicklung des Controllings, die durchgängige Unterstützung aller Geschäftsprozesse durch IT und öffentlicher Zugang zu Informationen und Dienstleistungen über Internet und Selbstinformationseinrichtungen. Die Aufbauorganisation wird künftig zweistufig sein: Zentrale und Arbeitsämter, die über JobCenter den lokalen Kundenbedarf bedienen. In jedem Bundesland wird außerdem ein KompetenzCenter eingerichtet.
Umbau der Landesarbeitsämter zu KompetenzCentern für neue Arbeitsplätze und Beschäftigungsentwicklung – Start mit den neuen Bundesländern
Die Landesarbeitsämter werden zu KompetenzCentern umgebaut, deren beschäftigungspolitische Aufgaben steuerfinanziert sind. Die KompetenzCenter vernetzen und koordinieren die Arbeitsmarkt- und Wirtschaftspolitik auch über Verwaltungsgrenzen hinweg. Sie bieten Ländern, Kommunen, Unternehmen und Kammern komplementäre Lösungen und Ressourcen an. Sie fungieren auch als Hauptansprechpartner für große Unternehmen, unterstützen die JobCenter bei der Beratung von Klein- und mittelständischen Unternehmen, sind Verbindungsstelle zu den Landesregierungen, koordinieren überregionale Qualifizierungsprogramme und betreiben Trend- und regionale Arbeitsmarktforschung.
Finanzierung der Maßnahmen zum Abbau der Arbeitslosigkeit
Mit dem Konzept des JobFloaters wird die Finanzierung von Arbeitslosigkeit durch die Finanzierung von Arbeit ersetzt. Stellt ein Unternehmen einen Arbeitslosen nach der Probezeit ein und schafft es einen neuen Arbeitsplatz, erhält es die Option auf ein Finanzierungspaket in Form eines Darlehens. Dieses Angebot gilt für kleine und mittlere Unternehmen in den alten und neuen Ländern. Mit einem JobFloater in Höhe von 100.000 Euro (50.000 Euro Förderkredit, 50.000 Euro Nachrangsdarlehen) und einer Vergabe für 100.000 Arbeitnehmer pro Jahr ergäbe sich ein Finanzierungsbedarf von 10 Milliarden Euro pro Jahr. Wenn in den nächsten drei Jahren die Arbeitslosenzahl um 2 Millionen gesenkt wird, ergäbe sich nach heutigen Maßstäben groben Schätzungen zufolge ein Einspareffekt in Höhe von 19,6 Milliarden Euro bei Arbeitslosengeld und Arbeitslosenhilfe – Mittel, die für die Förderung von Ich- oder Familien-AGs und in den PSA verwendet werden können.
Masterplan – Beitrag der „Profis der Nation“
Gegen Arbeitslosigkeit sollen nicht nur Politiker, Gewerkschafter, Unternehmer angehen – oder gar die Arbeitslosen alleine; sondern entstehen soll ein flächendeckendes Netz konkreter Projekte zur Lösung der mit Arbeitslosigkeit verbundenen Probleme, ein Netz, an dem sich möglichst viele Leute mit verschiedenen Tätigkeitsbereichen beteiligen sollten. Die Hartz-Kommission versuchte dies unter der Bezeichnung „Profis der Nation“ zusammenzufassen; gemeint sind praktisch alle, die irgendetwas tun: Politiker, Mitarbeiter der Bundesanstalt für Arbeit, Unternehmer sowie Manager, Gewerkschaftsfunktionäre und Betriebsräte, Vertreter der Wirtschafts- und Arbeitgeberverbände, Lehrkräfte, Geistliche, Journalisten, Künstler, Verantwortliche in sozialen Einrichtungen, Arbeitsloseninitiativen und Selbsthilfegruppen.
Ziel der Kommission war es, Beschlüsse auf der Grundlage einer Diskussion verschiedener Experten wie Unternehmensberatern, Politikern und Managern vorzubereiten.

## Umsetzung
Die Vorschläge der Kommission wurden in vier Phasen (Hartz I bis IV) umgesetzt. Sie traten nach und nach zwischen dem 1. Januar 2003 und dem 1. Februar 2006 in Kraft, wobei Hartz I und II hauptsächlich am 1. Januar 2003, Hartz III hauptsächlich am 1. Januar 2004 und Hartz IV hauptsächlich am 1. Januar 2005 in Kraft traten.

### Gesetze für moderne Dienstleistungen am Arbeitsmarkt (Hartz I–IV)

#### Hartz I
Erstes Gesetz für moderne Dienstleistungen am Arbeitsmarkt vom 23. Dezember 2002 (BGBl. I S. 4607)
- Erleichterung von neuen Formen der Arbeit
- Förderung der beruflichen Weiterbildung durch die Bundesanstalt für Arbeit (FbW), Einführung des Bildungsgutscheins
- Unterhaltsgeld der Bundesanstalt
- Zeitarbeit mit Personal-Service-Agenturen (PSA)

Das Arbeitnehmerüberlassungsgesetz wurde durch Hartz I in wesentlichen Punkten geändert: Das besondere Befristungsverbot, das Synchronisationsverbot, das Wiedereinstellungsverbot und die Beschränkung der Überlassungsdauer auf höchstens zwei Jahre wurden aufgehoben. Zu Gunsten der Leiharbeitnehmer wurde der so genannte Gleichstellungsgrundsatz im Gesetz verankert. Dieser besagt, dass Leiharbeitnehmer zu denselben Bedingungen beschäftigt werden müssen wie die Stammarbeitnehmer des entleihenden Unternehmens: Gleiche Arbeitszeit, gleiches Arbeitsentgelt, gleiche Urlaubsansprüche (sog. equal pay und equal treatment). Ein Tarifvertrag kann jedoch abweichende Regelungen zulassen, wovon bereits Gebrauch gemacht worden ist, zum Beispiel durch die Tarifverträge des Arbeitgeberverband Mittelständischer Personaldienstleister (AMP) mit der Tarifgemeinschaft Christliche Gewerkschaften Zeitarbeit und PSA oder durch die Tarifverträge der DGB-Gewerkschaften mit dem Bundesverband Zeitarbeit (BZA) oder dem Interessenverband Deutscher Zeitarbeitsunternehmen (iGZ). Verfassungsbeschwerden von Arbeitgeberverbänden und Verleihunternehmen gegen den Gleichstellungsgrundsatz blieben erfolglos. Mit diesen Änderungen wollte der Gesetzgeber die Qualität und die gesellschaftliche Akzeptanz der Leiharbeit erhöhen.

#### Hartz II
Zweites Gesetz für moderne Dienstleistungen am Arbeitsmarkt vom 23. Dezember 2002 (BGBl. I S. 4621)
- Regelung der Beschäftigungsarten geringfügiger Beschäftigung (Minijob und Midijob).
  - Als geringfügig Beschäftigter gilt, wer monatlich bis zu 400 Euro verdient, zuvor waren es 325 Euro.
  - Als geringfügig Beschäftigte können auch Beschäftigte mit mehr als 15 Wochenstunden gelten.
  - Der pauschale Beitragssatz zur gesetzlichen Krankenversicherung wird von 10 % auf 11 % des Bruttolohnes erhöht.
  - Der Arbeitgeber zahlt eine pauschale Steuer in Höhe von 2 % des Bruttolohnes.
- Ich-AG
- Einrichtung von Jobcentern

#### Hartz III
Drittes Gesetz für moderne Dienstleistungen am Arbeitsmarkt vom 23. Dezember 2003 (BGBl. I S. 2848)
- Restrukturierung und der Umbau der Bundesanstalt für Arbeit (Arbeitsamt) in die Bundesagentur für Arbeit (Agentur für Arbeit)

#### Hartz IV
Viertes Gesetz für moderne Dienstleistungen am Arbeitsmarkt vom 24. Dezember 2003 (BGBl. I S. 2954)
- Zusammenführung von Arbeitslosenhilfe und Sozialhilfe (Hilfe zum Lebensunterhalt) für Erwerbsfähige zum Arbeitslosengeld II (ALG II) zum Teil auf ein Niveau unterhalb der bisherigen Sozialhilfe. Die laufenden Leistungen der alten Sozialhilfe waren zwar nominell niedriger als die Regelleistung des neu eingeführten ALG II, wurden aber im Bedarfsfall durch diverse Einmalleistungen ggf. auch über den Satz des entsprechenden ALG II aufgestockt. Der monatliche Regelsatz der Sozialhilfe für einen Alleinstehenden hatte vor der Einführung des ALG II in den westlichen Bundesländern bis Ende 2004 zwischen 287 € und 297 €, in den östlichen Ländern zwischen 282 € und 285 € gelegen, während die Regelleistung des ALG II ab 1. Januar 2005 345 € im Westen und 331 € im Osten[11] betrug. Die neben dem Regelsatz der Sozialhilfe im Bedarfsfall gewährten einmaligen Beihilfen[12] wurden beim ALG II nunmehr weitgehend in die Regelleistung einberechnet, so dass daneben insoweit keine einmalige Beihilfen mehr beansprucht werden konnten.[13] Die ursprünglich vorgesehene Höhe der Regelleistung des ALG II lag laut Aussage von Peter Hartz bei 511 € monatlich und damit weit über dem Sozialhilfesatz,[14] was von der Bundesregierung jedoch dementiert wurde.[15] Für Hilfebedürftige, deren Arbeitslosengeldanspruch erschöpft war, wurde ein Zuschlag gezahlt, der im ersten Jahr des ALG-II-Bezugs bis zu 160 €, im zweiten Jahr bis zu 80 € betrug.[16] (Dieser Zuschlag wurde später durch ein Gesetz der schwarz-gelben Bundesregierung zum 1. Januar 2011 ersatzlos abgeschafft.[17])
- Beide Sozialleistungen sollen bei erwerbsfähigen Arbeitslosen direkt bei der Agentur für Arbeit verwaltet werden. Allerdings erhalten 69 Kreise und Gemeinden die Möglichkeit, die Betreuung von Langzeitarbeitslosen eigenverantwortlich zu übernehmen (so genannte kommunale Option oder Optionsmodell).
- Die Bezugsdauer des Arbeitslosengeldes aus der Arbeitslosenversicherung wird ab 1. Februar 2006 auf maximal 18 Monate reduziert. Nach einem Beschluss der Großen Koalition von 2007 sollen über 58-jährige 24 Monate lang Arbeitslosengeld erhalten, wenn die Voraussetzungen erfüllt sind. Wer keine Ansprüche (mehr) auf Arbeitslosengeld I hat, erhält dann Arbeitslosengeld II, wobei die Bewilligung von Arbeitslosengeld II die Vermögens- und Einkommenslage des Antragstellers und bestimmter Angehöriger berücksichtigt.
- Ab 2005 wurde der Regelsatz von Kindern zwischen sieben und dreizehn Jahren in Hartz-IV-Familien auf 60 % (zuvor: 65 %) des Regelsatzes eines alleinstehenden Erwachsenen festgelegt. Jugendliche zwischen 14 und 17 erhalten ab 2005 80 % (zuvor seit 1955 90 %) und somit ebenso viel wie erwachsene Haushaltsangehörige; zuvor erhielten sie 12,5 % mehr als diese, da ihnen als Heranwachsende ein höherer Bedarf („Wachstumsbedarf“) anerkannt wurde.[18]

### Abweichungen
Der damalige Bundeskanzler Gerhard Schröder hatte im Bundestagswahlkampf 2002 zugesagt, die Vorschläge aus dem Hartz-Konzept „eins zu eins“ umzusetzen, dies wurde jedoch nicht verwirklicht.
Peter Hartz selbst war ebenso unzufrieden mit der Umsetzung und meinte: „Nicht überall wo Hartz drauf steht, ist auch Hartz drin.“ In dem 2007 erschienenen Buch Macht und Ohnmacht stellte Hartz fest: „Herausgekommen ist ein System, mit dem die Arbeitslosen diszipliniert und bestraft werden.“
Abweichungen gab es in Detailfragen wie den Bemessungsgrenzen oder der Höhe von Krankenversicherungsbeiträgen sowie Instrumenten wie Midijobs, die im Hartz-Konzept nicht explizit erwähnt werden. 2006 wurden Ich-AGs ganz zurückgenommen und Personal-Service-Agenturen funktional grundlegend verändert.
Daneben gibt es kontinuierliche Modifikationen im Bereich der Zugangsvoraussetzungen und des Leistungsrechts (SGB-II-Änderungsgesetz und Fortentwicklungsgesetz); siehe dazu Arbeitslosengeld II.

## Auswirkungen
Infolge der Hartz-IV-Reformen kam es zu Protesten von Gewerkschaften, Wohlfahrtsverbänden und der PDS; in der Mehrheit trugen die Gewerkschaften jedoch die Reformen mit. Auch die Wohlfahrtsverbände schwenkten nach Inkrafttreten der Reformen teilweise um und treten als Träger von Arbeitsgelegenheiten mit Mehraufwandsentschädigung („Ein-Euro-Jobs“) auf.

### Gesetzliche Kollision und Klagewelle
Durch den Europäischen Gerichtshof wurde ein Teil der Hartzgesetze wegen Altersdiskriminierung für nichtig erklärt. Ältere Arbeitnehmer über 52 Jahren dürften nicht immer wieder nur mit befristeten Arbeitsverträgen beschäftigt werden. Insgesamt belastet eine erhebliche Zahl von – zu hohen Prozentzahlen erfolgreichen – Klagen die Sozialgerichte, Jobcenter und – insbesondere bedingt durch deren Langwierigkeit und den daraus resultierenden finanziellen und psychischen Druck – auch die Kläger selbst. Zu Klagen kam es auch durch Begrenzungen der Freizügigkeit gemäß Artikel Art. 2 und Art. 11 des Grundgesetzes, wie sie Jobcenter wiederholt beschränkt hatten.
Das Bundessozialgericht kündigte wegen der Klagewelle bereits 2007 an, einen eigenen Senat für Hartz-IV-Fälle einzurichten, um Grundsatzurteile zu schaffen. Wesentliche Teile der Bundesregierung reagierten jedoch symptom- und nicht ursachenorientiert. Beispielsweise stellten bereits Jahre davor – wiederholt am 25. Januar 2010 – mehrere Bundesländer (Baden-Württemberg, Hessen, Schleswig-Holstein) Anträge für ein „Prozesskostenhilfebegrenzungsgesetz“ (PKHBegrenzG) wozu auch der deutsche Richterbund (DRB) bereits Stellung nahm. Die Initiative fand nach entsprechender Beratung aber keine Mehrheit, die Ablehnung wurde am 17. Mai 2013 verkündet. Dennoch berichtete die Welt am 20. Mai 2013, ein von der FDP vorgelegter Gesetzentwurf würde vorsehen, „die bisherigen Freibeträge abzusenken“, nach denen geregelt wird, ob Betroffenen Prozesskostenhilfe zusteht. Auch die „Höhe der Rückzahlung“ sollte nach diesen Plänen „neu geregelt“ werden. Zahlreiche grundlegende Rechtskollisionen wurden mit Änderungen u. a. des Zweiten und Zwölften Buches Sozialgesetzbuch, des Grundgesetzes, sowie neu geschaffener Gesetze geregelt (s. nachfolgende Chronologie).

#### Chronologie der Rechtskollisionen und deren Reaktion
| 22. Nov. 2005 | Der Europäische Gerichtshof (EuGH) erklärt in der sogenannten Mangold-Entscheidung die dem ersten Hartz-Gesetz eingeführte Einschränkung des Kündigungsschutzes für über 52-Jährige mit dem EU-Recht (Diskriminierung) als unvereinbar. |
| 20. Dez. 2007 | Das Bundesverfassungsgericht (BVerfG) erklärt die mit „Hartz IV“ eingeführten ARGEn für verfassungswidrig. Abhilfe erfolgte durch den Gesetzgeber mit dem Gesetz zur Änderung des Grundgesetzes (Artikel 91e) vom 21. Juli 2010 und dem Gesetz zur Weiterentwicklung der Organisation der Grundsicherung für Arbeitsuchende (§75+76 SGB II) vom 3. August 2010.                                                          |
| 27. Jan. 2009 | Das Bundessozialgericht (BSG) hält die Regelleistung für Kinder unter 14 Jahren für verfassungswidrig und legt die Vorschrift dem Bundesverfassungsgericht zur Prüfung vor. Abhilfe erfolgte durch den Gesetzgeber mit dem Gesetz zur Ermittlung von Regelbedarfen und zur Änderung des Zweiten und Zwölften Buches Sozialgesetzbuch vom 24. März 2011.                                                                  |
| 9. Feb. 2010  | Das Bundesverfassungsgericht (BVerfG) erklärt die Berechnung der Regelleistung generell für verfassungswidrig. Die Vorschriften bleiben bis zur Neuregelung, die der Gesetzgeber bis zum 31. Dezember 2010 zu treffen hat, weiter anwendbar. Abhilfe erfolgte durch den Gesetzgeber mit dem Gesetz zur Ermittlung von Regelbedarfen und zur Änderung des Zweiten und Zwölften Buches Sozialgesetzbuch vom 24. März 2011. |
| 5. Nov. 2019  | Das Bundesverfassungsgericht (BVerfG) erklärt die Sanktionierung von Regelleistungen um 60 % oder 100 % für verfassungswidrig. Dieser Urteilsspruch folgt den Forderungen des DStGB, welcher eine komplette Überarbeitung der Sanktionen anregt. Das erhöhte Ausmaß an Sanktionen bleibt jedoch bei Hartz IV Empfängern unter 25 Jahren aufrecht.                                                                        |

### Kosten
Geplant war, dass sich durch die Verringerung der Sozialleistungen die Kosten für den Sozialstaat insgesamt senken ließen. 2005 stiegen sie allerdings von erwarteten 14,6 Milliarden auf 25,6 Milliarden Euro, im Jahr 2006 auf 26,4 Milliarden.
In den darauffolgenden Jahren entwickelten sich die Kosten folgendermaßen:
| Jahr | Ausgaben in Euro |
| 2007 | 35,7 Milliarden  |
| 2008 | 34,8 Milliarden  |
| 2009 | 36 Milliarden    |
| 2010 | 36 Milliarden    |
| 2011 | 33 Milliarden    |
| 2012 | 40 Milliarden    |
| 2013 | 40,65 Milliarden |

### Einschränkung des Subsidiaritätsprinzips
Das Subsidiaritätsprinzip ist eine allgemein anerkannte Maxime, die privater Verantwortung den Vorrang vor staatlicher Verantwortung gibt. Die Hartz-Gesetze verletzen dieses Prinzip insofern, als sie weitgehend die soziale Verantwortung von Eltern für ihre Kinder und Kindern für ihre Eltern einschränken, sofern diese nicht in einer häuslichen Gemeinschaft (Bedarfsgemeinschaft) leben.
Als Folge davon konnte eine bisher in häuslicher Gemeinschaft lebende Familie, die mindestens einen potentiellen Hartz-IV-Empfänger umfasste, ihr Gesamteinkommen unter Nutzung von Hartz-IV-Mitteln steigern, wenn die betroffene Person in eine eigene Wohnung zog und damit eine neue Bedarfsgemeinschaft entstand. Entsprechend den Hartz-Regelungen wurde dann nicht nur die zusätzliche Miete vom Staat bezahlt, es erhöhte sich dadurch auch der Anspruch aus Hartz IV bzw. er entstand dadurch erst.
Als Folge entstanden viele neue Bedarfsgemeinschaften, die die Kosten von Hartz IV beträchtlich erhöhten.

### Vorwurf zu starker Kürzungen
Gegen die Einführung von Hartz IV wurde bei den Montagsdemonstrationen gegen Sozialabbau 2004 protestiert.
Gewerkschaften kritisierten eine übermäßige Belastung kleiner und mittlerer Einkommen, statt besonders die höheren Einkommensgruppen und Vermögensbesitzer zu belasten. Arbeitslosigkeit sei kein persönliches Verschulden, sondern angesichts Millionen fehlender Stellen ein Massenphänomen, dem nicht mit „Bestrafung“ der Arbeitslosen beizukommen sei. Arbeitslosigkeit sei zudem nicht auf Vermittlungsprobleme und Unwillen der Arbeitslosen zurückzuführen, was sich nach dieser Auffassung auch an der geringen Zahl offener Stellen pro gemeldeten Arbeitslosen zeigt, auf die das Hartz-Konzept primär zielt. Es wird auf das – verglichen mit der Weltwirtschaft – zwar geringe, aber doch positive Wachstum der deutschen Wirtschaft verwiesen. Der bei längerer Arbeitslosigkeit drohende relativ hohe Verlust an Lebensstandard gilt diesen Kritikern als eine besonders zu berücksichtigende Härte.

### Vorwurf zu geringer Kürzungen
Neoklassisch orientierte Wirtschaftswissenschaftler äußerten sich dahingehend, dass das Hartz-Konzept nicht weit genug gehe, aber den „richtigen“ Weg darstelle. Die Befürworter des Hartz-Konzeptes vertreten die Ansicht, dass die Menschen sich über die Jahre daran gewöhnt hätten, dass der Staat sie finanziell auch über Notfälle hinaus versorge. Sozialleistungen seien zur Selbstverständlichkeit geworden. Der plötzliche Sozialabbau erscheine daher vielen als Härte. Sie fordern insbesondere weitere Liberalisierungen des Arbeitsrechts.
Die Bundesregierung erklärt, dass das Volumen der Unterstützungsleistung nicht verringert, sondern lediglich anders verteilt werde. Außerdem seien die Agenturen für Arbeit dem Arbeitslosen so näher und könnten ihm, ohne Umwege über verschiedene Behörden, schneller Arbeit vermitteln.

### Zumutbarkeitskriterien
Gewerkschaften und Wohlfahrtsverbände kritisieren insbesondere die Änderung bei den Zumutbarkeitsbedingungen durch das Hartz-Konzept, die im Kern besagen, dass jede Arbeit (auch untertariflich bezahlte oder geringfügige Beschäftigung) zumutbar ist. Sie befürchten negative Auswirkungen sowohl auf die Beschäftigten wie auf die Konjunktur:
- Erworbene Qualifikationen würden entwertet, wenn Arbeitsplätze unabhängig von der erworbenen Ausbildung angenommen werden müssten bzw. dies im Ermessen der jeweiligen Sachbearbeiter bei den Agenturen stehe.
- Es entstehe Druck insbesondere in den unteren Lohngruppen, weil jeder zu jeder Arbeit gezwungen werden könne. Hier befürchten die Gewerkschaften Lohnsenkungen und damit eine weitere Schwächung der Binnennachfrage. Das gesamte Lohngefüge könne nach unten ins Rutschen geraten.
- Der Zwang zur bundesweiten Mobilität könne soziale Strukturen (Familien, Freundeskreise) stören sowie in ganzen Regionen (v. a. Ostdeutschlands) zur Abwanderung vor allem der jüngeren und mobileren Bevölkerungsschichten führen.

Auch wenn von Seiten der Bundesregierung davon gesprochen wird, dass die 1-Euro-Jobs (Arbeitsgelegenheit mit Mehraufwandsentschädigung) nur in Bereichen entstehen sollen, die ansonsten nicht vom Markt oder öffentlichen Einrichtungen bedient werden, kritisieren insbesondere Gewerkschaften und lokale mittelständische Betriebe und Wirtschaftsverbände diese Regelung.
- Eine Abgrenzung zwischen Tätigkeiten: die ansonsten nicht angeboten werden und möglichen Geschäftsfeldern und öffentlichen Leistungen ist schwer bzw. vom jeweiligen Stand der öffentlichen Versorgung abhängig.
- Über de facto subventionierte Arbeitsverhältnisse könnte so bestehenden Einrichtungen und Firmen Konkurrenz gemacht werden sowie der Druck auf entsprechende Löhne verstärkt werden.

## Prognosen und Bewertungen
Die Bundesagentur für Arbeit deutete drei Jahre nach Inkrafttreten der letzten Stufe („Hartz IV“) den Rückgang der kurzzeitigen Arbeitslosigkeit im Mai 2006 als positive Auswirkung des Hartz-Konzeptes. Die Bundesagentur führt diesen Rückgang unter anderem auf eine intensivere Betreuung der Arbeitslosen zurück. Die Anzahl der Langzeitarbeitslosen ging in den folgenden zwei Jahren um 700.000 auf 2,3 Millionen zurück.
Hermann Scherl, Professor für Sozialpolitik an der Universität Erlangen, prognostizierte im August 2003 statt der im Hartz-Bericht angekündigten Senkung der Arbeitslosigkeit um zwei Millionen Arbeitslose eine Senkung um höchstens 400.000 Arbeitslose. Außerdem kritisierte er die Missbrauchsmöglichkeiten bei den Ich-AGs, fehlende Attraktivität der Minijobs für Arbeitslose und Sozialhilfeempfänger, Aufteilung regulärer Arbeitsplätze in mehrere Minijobs, geringe Nutzung und Mitnahmeeffekte beim Job-Floater und die nur teilweise Deregulierung der Arbeitnehmerüberlassung. Er lobte die politische Anerkennung der Arbeitnehmerüberlassung, die Verbesserung der Vermittlung durch die Bundesanstalt für Arbeit und die Zusammenlegung von Arbeitslosen- und Sozialhilfe.
Der Wirtschaftswissenschaftler Rudolf Hickel äußerte sich in einem Interview mit der Tagesschau vom 2. Juli 2004:

„Das vorrangige Motiv ist vor allem, Sozialausgaben einzusparen. Wir haben die hohe Arbeitslosigkeit, wir haben hohe Kosten durch die Arbeitslosigkeit. Das vorrangige Ziel ist einfach einzusparen. Der Wirtschaftsminister hat ja selber gesagt, dass die wichtigste Herausforderung für Arbeitsplätze Wirtschaftswachstum ist. Aber von den Hartz-Gesetzen – das wissen wir sicher – gehen keine Wachstumsimpulse aus, eher sogar eine Belastung. (…) Wir haben Berechnungen, dass die Arbeitsmarktreformen am Ende sogar ca. 100.000 Arbeitsplätze kosten können.“

Kürzungen bzw. Einsparungen als zentrales Ziel der Agenda 2010, in welcher das Hartz-Konzept einen wesentlichen Teil bildete, hatte Bundeskanzler Schröder spätestens am 14. März 2003 in seiner Regierungserklärung auch der Öffentlichkeit kundgetan. Vorarbeiten waren bereits im Schröder-Blair-Papier von 1999 geleistet worden. So nannte Schröder darin unter anderem den „Umbau des Sozialstaates und seine Erneuerung“ und „Wir werden Leistungen des Staates kürzen“. Auch Angela Merkel dankte Gerhard Schröder, dass er „eine Tür zu Reformen aufgestossen“ und „die Agenda gegen Widerstände durchgesetzt“ habe. (s. unter Diskussion und Umsetzung der Agenda 2010).
Andere sind der Meinung, es habe sich herausgestellt, dass die Wirkungen der Hartz-Reformen mit großer Wahrscheinlichkeit einen nennenswerten Anteil an dem „deutschen Beschäftigungswunder“ der letzten 10 Jahre hatten. Ungefähr ab 2005 habe eine nachhaltige Veränderung des deutschen Arbeitsmarkts stattgefunden. 2017 sei die Situation auf dem deutschen Arbeitsmarkt so gut wie vermutlich seit Anfang der 1970er Jahre nicht mehr. So gab es in Deutschland noch nie so viele offene Stellen wie 2016 (fast 700.000). Der Zusammenhang von Lohn und Erwerbsindikatoren deute auf den Einfluss der Arbeitsmarktreformen der Agenda 2010 hin, denn die erwerbsfähige Bevölkerung sei ab 2005 zur Teilnahme am Arbeitsmarkt aktiviert worden. Die Reform der Arbeitslosenunterstützung im Rahmen der Hartz-Reformen habe die Ausweitung des Arbeitsangebots im unteren Lohnsegment möglich gemacht, so dass die sozialversicherungspflichtige Teil- und Vollzeitarbeit zugenommen habe. Darüber hinaus gäbe es keine Evidenz dafür, dass die Hartz-Reformen zum Anstieg der Nettoeinkommensungleichheit beigetragen habe.

## Namensherkunft und kulturelle Rezeption
Der Name stammt von dem ehemaligen VW-Manager Peter Hartz, der 2002 eine Kommission leitete, in der Vorschläge für die Arbeitsmarktgesetze erstellt wurden.
Obgleich Arbeitslosengeld II der offizielle Name ist, wird die Grundsicherungsleistung für erwerbsfähige Leistungsberechtigte oft abkürzend als Hartz IV bezeichnet. Die Gesellschaft für deutsche Sprache wählte den Ausdruck 2004 zum Wort des Jahres.
Geläufig ist eine adjektivische Verwendung von Hartz IV in Referenz zur Unterschicht und zum Prekariat, etwa in Ausdrücken wie Hartz-IV-Fernsehen für Unterschichtenfernsehen oder Hartz-IV-Milieu, und inspirierte das Verb hartzen für das Beziehen von Sozialleistungen.

## Chronologie
| 22. Feb. 2002 | Die Bundesregierung beauftragt die Kommission. |
| 16. Aug. 2002 | Die Kommission präsentiert öffentlich ihre Ergebnisse (sog. „Hartz-Vorschläge“) im Französischen Dom in Berlin. Medienwirksame Übergabe einer Daten-CD mit den Kommissionsergebnissen durch den Kommissionsvorsitzenden Hartz an Bundeskanzler Schröder. |
| 22. Aug. 2002 | Beschluss der Bundesregierung zur Umsetzung der Vorschläge; Erarbeitung der vier Schritte zur Umsetzung |
| 23. Dez. 2002 | Erstes Gesetz für Moderne Dienstleistungen am Arbeitsmarkt Inkrafttreten mit Wirkung ab 1. Januar 2003, einzelne Regelungen mit anderen Inkrafttretenszeitpunkten |
| 23. Dez. 2002 | Zweites Gesetz für Moderne Dienstleistungen am Arbeitsmarkt Inkrafttreten mit Wirkung ab 1. Januar 2003, einzelne Regelungen mit anderen Inkrafttretenszeitpunkten |
| 23. Dez. 2003 | Drittes Gesetz für Moderne Dienstleistungen am Arbeitsmarkt Inkrafttreten mit Wirkung ab 1. Januar 2004, einzelne Regelungen mit anderen Inkrafttretenszeitpunkten |
| 24. Dez. 2003 | Viertes Gesetz für Moderne Dienstleistungen am Arbeitsmarkt Inkrafttreten mit Wirkung ab 1. Januar 2005, einzelne Regelungen mit anderen Inkrafttretenszeitpunkten |
| 22. Nov. 2005 | Der Europäische Gerichtshof (EuGH) erklärt in der sogenannten Mangold-Entscheidung die dem ersten Hartz-Gesetz eingeführte Einschränkung des Kündigungsschutzes für über 52-Jährige mit dem EU-Recht (Diskriminierung) als unvereinbar. |
| 20. Dez. 2007 | Das Bundesverfassungsgericht (BVerfG) erklärt die mit „Hartz IV“ eingeführten ARGEn für verfassungswidrig. Abhilfe erfolgte durch den Gesetzgeber mit dem Gesetz zur Änderung des Grundgesetzes (Artikel 91e) vom 21. Juli 2010 und dem Gesetz zur Weiterentwicklung der Organisation der Grundsicherung für Arbeitsuchende vom 3. August 2010.                                                                                                 |
| 27. Jan. 2009 | Das Bundessozialgericht (BSG) hält die Regelleistung für Kinder unter 14 Jahren für verfassungswidrig und legt die Vorschrift dem Bundesverfassungsgericht zur Prüfung vor. Abhilfe erfolgte durch den Gesetzgeber mit dem Gesetz zur Ermittlung von Regelbedarfen und zur Änderung des Zweiten und Zwölften Buches Sozialgesetzbuch vom 24. März 2011.                                                                                         |
| 9. Feb. 2010  | Das Bundesverfassungsgericht (BVerfG) erklärt die Berechnung der Regelleistung generell für verfassungswidrig. Die Vorschriften bleiben bis zur Neuregelung, die der Gesetzgeber bis zum 31. Dezember 2010 zu treffen hat, weiter anwendbar. Abhilfe erfolgte durch den Gesetzgeber mit dem Gesetz zur Ermittlung von Regelbedarfen sowie zur Änderung des Zweiten und des Zwölften Buches Sozialgesetzbuch vom 24. März 2011 (BGBl. I S. 453). |